# Eugen Netto
Eugen Netto (1846-1919) va ser un matemàtic alemany.

## Vida i obra
Netto va anar a l'escola a Halle, però va fer els seus estudis secundaris al Friedrich-Wilhelm Gymnasium de Berlín. De 1866 a 1870 va estudiar matemàtiques a la universitat de Berlín on va rebre la influència de Kronecker i Weierstrass. Després de obtenir el doctorat el 1870, va ser professor de secundària a Berlín, fins al 1879 en que va ser nomenat professor de la universitat d'Estrasburg. De 1882 a 1888 va ser professor a la Universitat de Berlín i, finalment, el 1888 va ser nomenat professor de la universitat de Giessen on va romandre fins que va passar a emèrit el 1913. Els seus darrers anys de vida van ser molt penosos per la malaltia de Parkinson que el va anar deteriorant inexorablement.
Els principals treballs de Netto van ser en teoria de grups i en combinatòria. És especialment recordat per haver demostrat el 1879 que malgrat l'existència d'una aplicació bijectiva entre els conjunts {\displaystyle [0,1]} i {\displaystyle [0,1]^{2}}, com havia descobert Cantor, aquesta aplicació és discontínua. Giuseppe Peano descobriria el 1890 les avui conegudes com corbes de Peano, que són corbes que passen per cada punt del quadrat.